# Buems
Els buems (o lelemis, o lefanes) són els membres del grup ètnic que tenen com a llengua pròpia el lelemi i que viuen a l'extrem oriental de Ghana, a la frontera amb Togo, país en el que també hi ha una minoria. Hi ha entre 49.000 (dades del 2003) i 73.200 (joshuaproject). El seu codi ètnic és NAB59b i el seu ID al joshuaproject és 10983.

## Situació geogràfica i pobles veïns
El lelemis viuen al sud-est de Ghana a la zona del poble de Kute, al districte de Jasikan, a la Regió Volta. Segons el joshuaproject i el peoplegroups també hi ha 7.200 lelemis a Togo. El territori lelemi de Togo està situat a la frontera amb Ghana, al nord de Kpalimé i al sud-est d'Atakpamé, a la Regió dels Altiplans.
Segons el mapa lingüístic de Ghana de l'ethnologue, el territori lelemi està situat a l'extrem oriental de Ghana, al costat de la frontera amb Togo, que està a l'est. els lelemis limiten amb els àkans, que viuen al nord; amb els tuwulis, que viuen a l'oest; i amb els siwus i els sekpeles, que viuen al sud.

## Història
Els lelemis van tenir un paper destacat com a líders a la regió Volta. Durant les Guerres Aixanti (1865-1890) van formar una confederació per defensar-se de la dominació aixanti i van permetre que les rutes comercials que tenien fins a la costa continuessin obertes.

## Etnologia
Els costums tradicionals dels buems estan desapareixent, sobretot els referents al matrimoni i molts joves emigren a les ciutats. En l'actualitat, però està augmentant l'interès en l'educació de la llengua materna i del costums de la comunitat.
Els buems han adoptat el sistema de caciquisme àkan i l'estructura comercial dels asafos.
Tto i que els buems estan ben organitzats, la reintroducció del festival yam i dels seus tabús han polaritzat la comunitat perquè alguns cristians no volen seguir-los.

## Economia
Els buems es dediquen a l'agricultura de subsistència que viuen a les muntanyes boscoses del centre de la regió Volta. A mitjans del segle XX la producció de cacau penetrà en la regió.

## Llengües
La llengua materna dels buems és el lelemi. Els lelemis de Ghana també parlen àkan. Els habitants de la part oriental del territori buem parlen l'ewe com a segona llengua i els de la part occidental parlen el twi.

## Religió
El territori buem oriental és sobretot catòlic i el territori occidental és presbiterià.
El 95% dels buems ghanians són cristians i el 5% creuen en religions tradicionals africanes. La meitat dels buems ghanians cristians pertanyen a esglésies independents, el 30% són protestants i el 20% són catòlics. A Togo, els buems són majoritàriament cristians (95%) i hi ha una minoria que creuen en religions tradicionals. El 80% dels buems togolesos cristians són catòlics, el 10% són protestants i el 10% pertanyen a esglésies independents.